# شیر (فیلم ۲۰۱۶)
شیر (به انگلیسی: Lion) فیلمی محصول سال ۲۰۱۶ و به کارگردانی گارث دیویس است. در این فیلم بازیگرانی همچون دو پتل، رونی مارا، دیوید ونهام، نیکول کیدمن، ابیشک بهارات، دیویان لادوا، پریانکا بوس، دیپیتی نوال، تانیشتا چاتراجه و نوازالدین صدیقی ایفای نقش کرده‌اند.

## داستان
سارو (شیرو)، کودکی است که در یک خانواده فقیر هندی زندگی می کند، روزی با خوابیدن در قطاری از خانواده‌اش دور می‌شود و برادر، مادر و خواهرش را گم میکند. وی بعد از مدتی آس و پاسی و گدایی در خیابان و بعد پذیرفته شدن در بهزیستی،توسط یک خانواده استرالیایی به فرزند خواندگی پذیرفته می‌شود. او بزرگ می‌شود اما همیشه یاد و هویت هندی‌اش در خاطرش است تا اینکه تصمیم می‌گیرد به دنبال خانواده‌اش در هند برود.

## جوایز
| سال  | جشنواره                        | بخش                        | نامزدی                             | نتیجه    | جایزه       |
| ---- | ------------------------------ | -------------------------- | ---------------------------------- | -------- | ----------- |
| ۲۰۱۸ | هشتاد و نهمین دوره جوایز اسکار | بهترین فیلم                | امیلی شرمن، این کنینگ و انجی فیلدر | نامزدشده | تندیس اسکار |
| ۲۰۱۸ | هشتاد و نهمین دوره جوایز اسکار | بهترین بازیگر نقش مکمل مرد | دو پتل                             | نامزدشده | تندیس اسکار |
| ۲۰۱۸ | هشتاد و نهمین دوره جوایز اسکار | بهترین بازیگر نقش مکمل زن  | نیکول کیدمن                        | نامزدشده | تندیس اسکار |
| ۲۰۱۸ | هشتاد و نهمین دوره جوایز اسکار | بهترین فیلنامه اقتباسی     | لوقا دیویس                         | نامزدشده | تندیس اسکار |
| ۲۰۱۸ | هشتاد و نهمین دوره جوایز اسکار | بهترین فیلمبرداری          | گرگ فریزر                          | نامزدشده | تندیس اسکار |
| ۲۰۱۸ | هشتاد و نهمین دوره جوایز اسکار | بهترین موسیقی فیلم         | داستین اوهالورن                    | نامزدشده | تندیس اسکار |